# Yámbol
Yámbol (en idioma búlgaro: Я̀мбол) es una ciudad del sureste de Bulgaria, capital de la provincia homónima. Situada en la ribera del río Tundzha, cuenta con una población de 72 159 habitantes, es la decimotercera ciudad más poblada del país.
Se encuentra en la región histórica de Tracia. Constituye por sí misma un municipio y es además la capital del municipio de Tundzha, municipio rural en el cual la ciudad está enclavada sin formar parte del mismo.

## Ciudades hermanas
- Halle (Alemania)
- Villejuif (Francia)
- Andiyán (Uzbekistán)
- Sieradz (Polonia)
- Targu Jiu (Rumanía)
- Izhevsk (Rusia)
- Berdyansk (Ucrania)
- Edirne (Turquía)